# “百岁流芳”石牌坊
“百岁流芳”石牌坊，位于中国广东省江门市新会区古井镇霞路村。该牌坊建于清光绪三十三年（1907年），为旌表乡贤赵宗籍百岁而建。该石牌坊高6米，宽8米，为花岗岩构造。1995年，列入新会市文物保护单位。